# Paracyatholaimoides asymmetricus
Paracyatholaimoides asymmetricus is een rondwormensoort uit de familie van de Cyatholaimidae. De wetenschappelijke naam van de soort is voor het eerst geldig gepubliceerd in 1975 door Boucher.